# Aldealpozo
Aldealpozo là một đô thị ở tỉnh Soria, in the autonomous region Castile và León, in Tây Ban Nha. Theo điều tra dân số năm 2004 của Viện thống kê quốc gia Tây Ban Nha, đô thị này có dân số 28 người.